# Carl Petter Tellander
Carl Petter Tellander, född 1715 i Jönköping, död 1778, var en svensk guldsmed.

## Biografi
Carl Petter Tellander föddes 1715 i Jönköping. Han blev lärling 15 september 1733 hos Abraham Wirgman i Göteborg. Tellander blev 26 november 1739 gesäll och 5 oktober 1744 mästare i Jönköping. Han var bisittare 1753 och blev 1756 vice ålderman. Tellander blev ordinarie ålderman 1759 och begärde avsked från sysslan 1777. Han avled 1778.

### Familj
Tellander var gift med Catharina Lund (1720–1772), dotter till Maria Echerstedt. De fick tillsammans barnen Peter Tellander (1747–1758), Maria Catharina Tellander (1749–1834) som var gift med karduansmakamästaren Petter Johan Lund i Jönköping, Elsa Helena Tellander (1750–1816), guldsmeden Carl Friedrik Tellander (1752–1813) i Jönköping, Ulrika Okatavia Tellander (född 1755) som var gift med skräddaren Olof Wetterberg och kyrkoherden Per Tellander i Älmeboda församling.

## Verklista (urval)
- 1746 – Bägare hos Stockmakaregesällskapet i Jönköping.[2]
- 1749 – Bägare på Jönköpings museum.[2]
- 1752 – Bägare på Blekinge museum.[2]
- 1759 – Sockenbudskalk i Forsheda kyrka.[2]
- 1759 – Bägare på Dansk Folkemuseum i Köpenhamn.[2]
- 1760 – Bägare på Blekinge museum.[2]
- 1762 – Bägare hos doktor Gustaf Upmark.[2]
- 1766 – Kalk i Kristine kyrka.[2]
- 1768 – Kalk i Bjurums kyrka.[2]

## Galleri

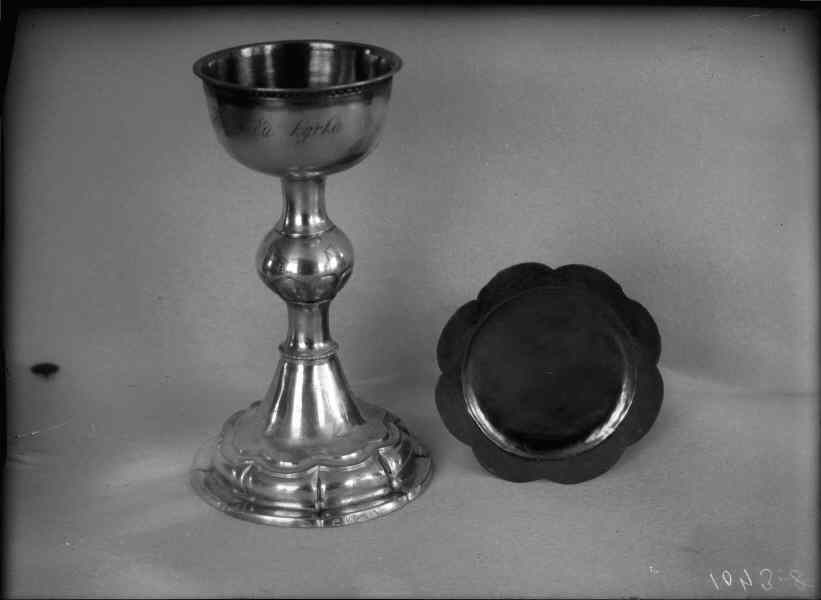
Kalk och paté från 1759 i Forsheda kyrka.
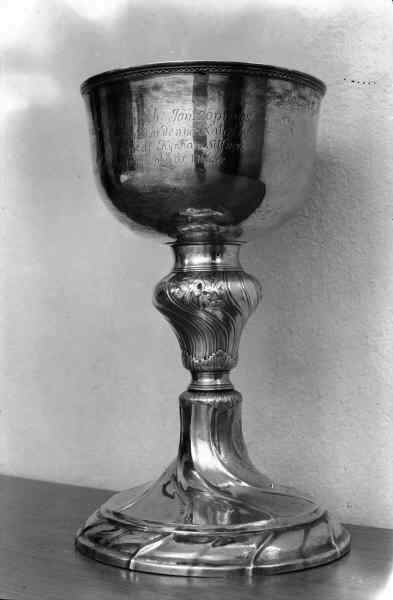
Kalk av silver från 1766 i Kristine kyrka.
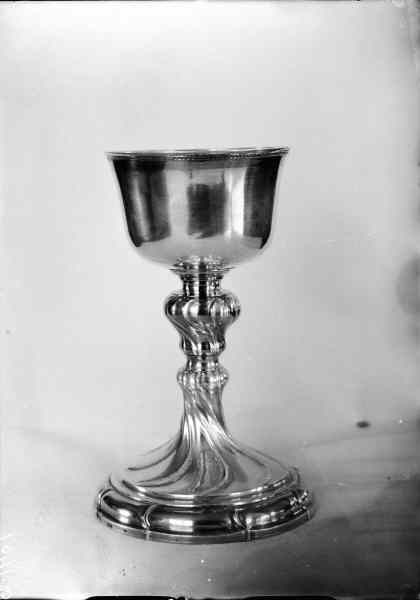
Kalk av silver från 1771 i Hagshults kyrka.